# Ulrich Schmid (Slawist)
Ulrich Martin Schmid (* 23. Oktober 1965 in Zürich) ist ein Schweizer Slawist, Literaturkritiker und Hochschullehrer.

## Leben
Ulrich Schmid besuchte die Grundschule in Bielefeld (Nordrhein-Westfalen, Deutschland) und legte später in Zürich die Matura-Prüfung ab. Es folgte ein Studium der Slawistik, Germanistik und Politologie an den Universitäten Zürich, Heidelberg und Leningrad. Schmid war von 1992 bis 2000 wissenschaftlicher Assistent für Literaturwissenschaft am Slawischen Seminar der Universität Basel, an der er 1995 mit einer Arbeit über Fjodor Sologub promoviert wurde. 1999 folgte die Habilitation zum Thema «Ichentwürfe. Russische Autobiographien zwischen Avvakum und Gercen». 1995/96 forschte Schmid als Visiting Fellow an der Harvard University.
Von 2000 bis 2003 war Ulrich Schmid Assistenzprofessor für Slawische Literaturwissenschaft an der Universität Basel, von 2003 bis 2005 SNF-Förderprofessor am Institut für slawische Sprachen und Literaturen der Universität Bern. Daneben nahm er Lehraufträge an verschiedenen Universitäten wahr. 2005 wurde er als Ordinarius für Slawische Literaturwissenschaft an das Slawische Seminar / Lotman-Institut der Ruhr-Universität Bochum berufen. Seit April 2007 ist Ulrich Schmid Professor an der Universität St. Gallen, wo er den Fachbereich Osteuropastudien leitet. 2012 wurde er zum Mitglied der Academia Europaea gewählt. Von Februar 2019 bis Januar 2024 war Ulrich Schmid Prorektor für Aussenbeziehungen an der Universität St. Gallen.
Schmids Spezialgebiete umfassen u. a. die russische, ukrainische und polnische Literatur, Philosophie und Kultur sowie Literatur- und Medientheorie, Autobiographik und Internetliteratur. Schmid ist Mitherausgeber der von ihm begründeten Reihe «Basler Studien zur Kulturgeschichte Osteuropas» (BSKO) im Zürcher Pano-Verlag. Darüber hinaus ist er als Herausgeber thematischer Anthologien (Religionsphilosophie, Medientheorie etc.) hervorgetreten.
Seit 1993 ist Ulrich Schmid ständiger freier Mitarbeiter im Feuilleton der Neuen Zürcher Zeitung.

## Schriften
- Fedor Sologub. Werk und Kontext. (= Slavica Helvetica. 49). Peter Lang, Bern 1995. (online)
- Ichentwürfe. Russische Autobiographien zwischen Avvakum und Gercen. (= Basler Studien zur Kulturgeschichte Osteuropas. 1). Pano, Zürich 2000, ISBN 3-907576-28-4.
- Russische Religionsphilosophen des 20. Jahrhunderts. Herder, Freiburg i. Br. 2003. (Volltext. Stand: 13. Januar 2010)
- als Hrsg.: Sternensalz. Russische Lyrik. Eine thematische Anthologie. S. Fischer, Frankfurt am Main 2003, ISBN 3-596-16176-2.
- mit Andreas Guski (Hrsg.): Literatur und Kommerz im Russland des 19. Jahrhunderts. Institutionen, Akteure, Symbole. (= Basler Studien zur Kulturgeschichte Osteuropas. 8). Pano, Zürich 2004, ISBN 3-907576-67-5.
- mit Jochen-Ulrich Peters (Hrsg.): Intelligencija und Imperium. Fallstudien zur russischen Kultur im frühen 19. Jahrhundert. (= Basler Studien zur Kulturgeschichte Osteuropas. 9). Pano, Zürich 2004, ISBN 3-907576-68-3.
- mit Jochen-Ulrich Peters (Hrsg.): Das ”Ende der Kunstperiode”. Kulturelle Veränderungen des ”literarischen Feldes” in Russland zwischen 1825 und 1842. (= Slavica Helvetica. 75). Peter Lang, Bern 2007.
- Russische Medientheorien. (= Facetten der Medienkultur. 6). Haupt, Bern 2005, ISBN 3-518-29478-4. (Volltext. Stand: 13. Januar 2010)
- mit Birgit Menzel (Hrsg.): Der Osten im Westen. Importe der Populärkultur. (= Osteuropa. 5/2007). BWV, Berlin 2007.
- mit Edward Kowalski und Rainer Grübel (Hrsg.): Michail Bachtin: Autor und Held in der ästhetischen Tätigkeit. Suhrkamp, Frankfurt am Main 2008.
- mit Jean-Philippe Jaccard (Hrsg.): Dostoevskij i russkoe zarubež’e XX veka. (= Dostoevsky Monographs. A Series of the International Dostoevsky Society. 1). St. Petersburg 2008.
- als Hrsg.: Literaturtheorien des 20. Jahrhunderts. Reclam, Stuttgart 2010.
- Lew Tolstoi. C. H. Beck, München 2010, ISBN 978-3-406-58793-1.
- Technologien der Seele. Vom Verfertigen der Wahrheit in der russischen Gegenwartskultur. Suhrkamp, Berlin 2015, ISBN 978-3-518-12702-5.
- als Hrsg.: De profundis. Vom Scheitern der russischen Revolution. Suhrkamp, Berlin 2017, ISBN 978-3-518-42009-6.
- mit Thomas Telios, Dieter Thomä (Hrsg.): The Russian Revolution as Ideal and Practice. Failures, Legacies, and the Future of Revolution. Springer/Palgrave Macmillan, Cham 2020, ISBN 978-3-030-14236-0.
- mit Angelika Nußberger, Martin Aust, Andreas Heinemann-Grüder: Osteuropa zwischen Mauerfall und Ukrainekrieg. Besichtigung einer Epoche. Suhrkamp, Berlin 2022, ISBN 978-3-518-12777-3.